# Community Memory

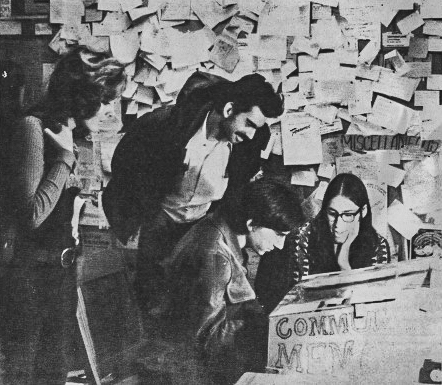
Le terminal de Community Memory, chez Leopold's Records, à Berkeley en 1973.

Le système Community Memory (CM) est le premier bulletin board system (BBS) informatisé public, mis en place en 1973 à Berkeley, en Californie. Il est basé sur un ordinateur à temps partagé SDS 940, placé à San Francisco, connecté à un téléscripteur placé dans un magasin de disques de Berkeley, communicant à 110 bauds. Les utilisateurs pouvaient utiliser le téléscripteur pour envoyer leurs messages vers l'ordinateur, ou parcourir sa mémoire pour lire les réponses ou les anciens messages.
Community Memory était initialement pensé pour servir de moyen d'échange de ressources et d'informations pour des organisations économiques, éducatives ou sociales, généralement émanant de la contre-culture. Il devait ainsi les mettre en relation entre elles et avec le public. Community Memory devient vite un  « marché aux puces de l'information », qui donne accès à des bases de messages non modérés et bidirectionnels au public, grâce à des terminaux informatiques. Une fois le système mis en place, les utilisateurs en font un mode de communication général, utilisé pour des discussions sur l'art, la littérature, le journalisme, le commerce, les questions de société, ou pour se sociabiliser.

## Créateurs
Community Memory est créé par Efrem Lipkin, Mark Szpakowski, Lee Felsenstein et Jude Milhon, regroupés au sein du « Projet Community Memory ». Ils se retrouvent et travaillent au centre d'informatique Resource One de la communauté Project One, hébergée dans un hangar à San Francisco. Le groupe de passionnés d'informatique voulait mettre au point un système simple qui servirait de source d'information communautaire. Felsenstein s'occupe du matériel, Lipkin du logiciel, et Szpakowski de l'interface utilisateur et de la gestion des informations. Lors de sa première phase, d'août 1973 à 1975, Community Memory est une expérience visant à évaluer les réactions des utilisateurs par rapport à l'échange d'informations par ordinateur. En effet, à cette époque, peu de particuliers sont en contact direct avec ce genre de machines. De plus, Community Memory doit aider à renforcer la communauté de Berkeley. Des brochures promotionnelles expliquent que « des canaux de communication forts, libres, non hiérarchisés - que ce soit avec un ordinateur et un modem, un stylo et de l'encre, un téléphone, ou en personne - doivent être en première ligne pour revitaliser nos communautés ».
Les créateurs et fondateurs de Community Memory partagent les valeurs de la contre-culture des années 1960 en Californie du nord, notamment la liberté d'expression et le pacifisme ; ils s’engagent aussi en faveur d’une technologie écologique, abordable, décentralisée et facile d’utilisation.
Community Memory est présent à Vancouver à partir de juillet 1974, sous l'impulsion d'Andrew Clement. Un deuxième système similaire à Community Memory apparaît à la fin des années 1970, porté par Efrem Lipkin et Ken Colstad.
Dans son livre l'Éthique des Hackers, Steven Levy décrit comment les fondateurs de Community Memory ont lancé leur organisation. Certains participaient au Homebrew Computer Club, une organisation ayant affecté significativement le développement de l'ordinateur personnel.

## Histoire

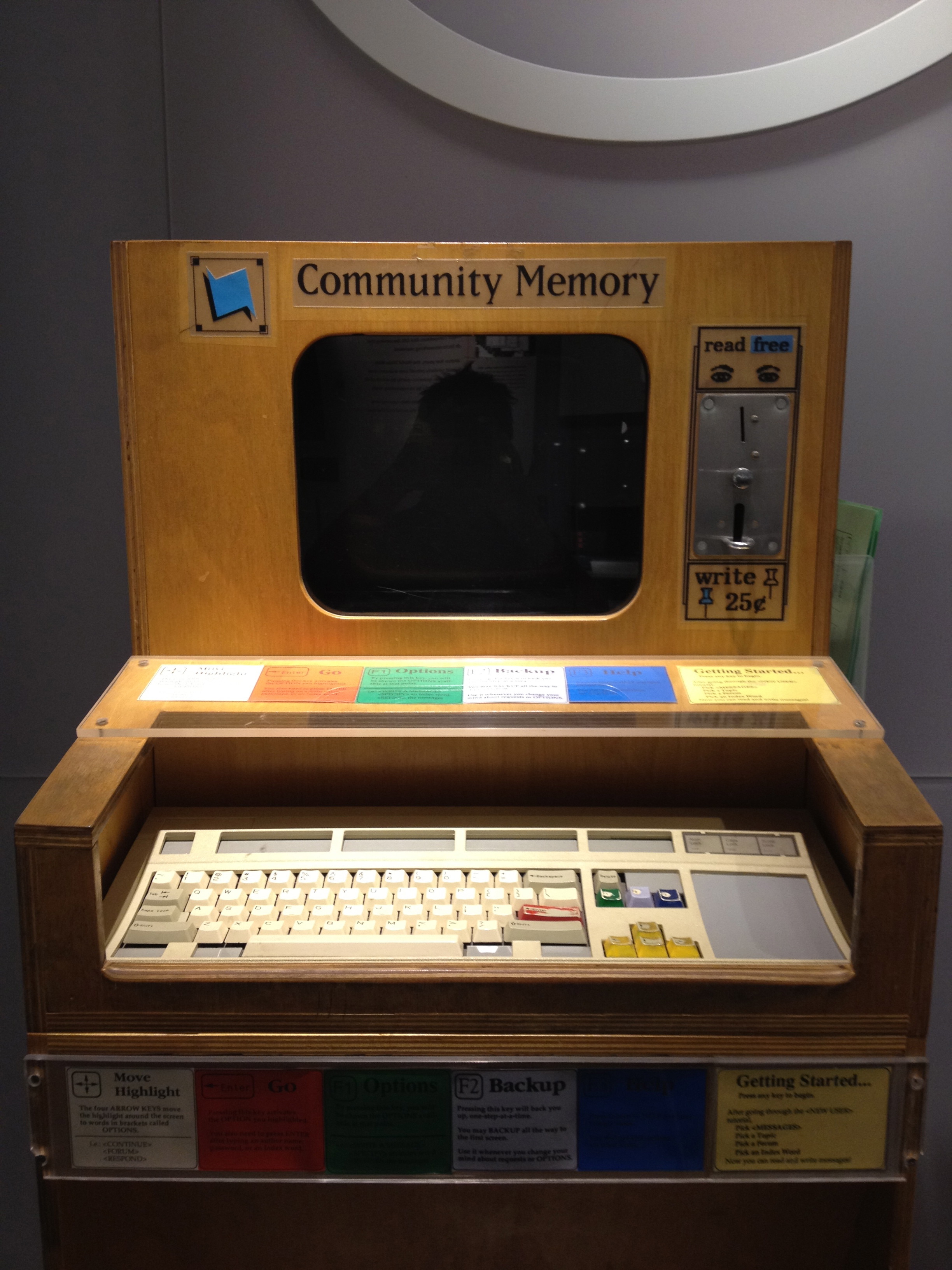
Terminal de Community Memory au Musée de l'Histoire de l'ordinateur.

Le premier terminal est un téléscripteur Teletype Model 33 ASR, connecté à l'ordinateur SDS 940 par une ligne téléphonique fournie par un modem acoustique transmettant 10 caractères par seconde. Il était placé en haut de l'escalier menant au magasin de disques Leopold's Records, à Berkeley, juste à côté d'un tableau de petites annonces plus conventionnel. Comme le téléscripteur était assez bruyant, il était placé dans une boîte en carton munie d'un couvercle en plastique transparent pour pouvoir lire l'affichage. Des trous étaient prévus pour la saisie au clavier. Pour beaucoup de personnes n'appartenant pas à la communauté scientifique, il s'agissait de la première opportunité d'utiliser un ordinateur.
Des instructions simples étaient affichées au-dessus du clavier (adapté spécialement à Community Memory) pour indiquer comment envoyer un message vers l'ordinateur central, comment y ajouter des mots-clés pour le rendre cherchable, et comment chercher dans la mémoire grâce à ces mots-clés pour trouver les messages d'autres utilisateurs. Pour utiliser le terminal, l'utilisateur tapait ainsi la commande ADD, suivie du texte de son message, puis des mots-clés avec lesquels il souhaitait caractériser son message. Pour chercher un message existant, il fallait taper la commande FIND, puis une suite logique de mots-clés, avec les opérateurs AND, OR ou NOT pour affiner le choix en excluant certains mots ou en recherchant des combinaisons. À côté de la machine se tenait un assistant, qui attirait l'attention des passants et les encourageait à écrire leurs messages ou à chercher dans la base de messages existants. Le financement du projet était inclus dans l'approche soutenant Community Memory, puisque les terminaux à pièces permettaient aux utilisateurs de consulter les messages gratuitement, alors que l'envoi d'un message coûtait 25 centimes, et la création d'un forum un dollar.
Le magasin de disques et son système de petites annonces permettaient de mettre en contact des batteurs cherchant des guitaristes de fusion, des fans de bagels cherchant de nouveaux lieux où en déguster, et les premiers poètes informatiques, notamment celui connu sous le pseudonyme de Benway, une des premières personnalités en ligne. Des listes sont régulièrement imprimées et disposées à côté du terminal, pour recenser les messages les plus récents, ou ceux postés par les musiciens locaux. À d'autres endroits, les utilisateurs cherchent à rencontrer leurs semblables pour faire de la mécanique automobile, organiser des groupes de révisions, trouver des partenaires d'échecs, ou se conseiller de bons restaurants. Selon Colstad et Lipkin, le taux d'utilisation du système est plutôt élevé, et constant par rapport à l'activité des emplacements des terminaux. On compte alors environ cinquante recherches et dix nouveaux messages par jour et par terminal. Par rapport à la longueur d'une session, les messages consultés et envoyés occupent au moins un tiers de la capacité maximale d'un terminal.
L'anonymat des utilisateurs est garanti lors de l'utilisation du système : leurs noms ne sont pas demandés, et il n'est pas nécessaire de s'enregistrer pour accéder aux messages. Toutes les informations présentes dans les messages sont générées par la communauté, ce qui implique deux choses : d'une part, aucune autorité centrale n'établit la portée ou les domaines des informations présentes dans le système ; d'autre part, les informations disponibles ne sont pas importées d'autres sites.
Lorsque les terminaux basés sur des écrans CRT deviennent moins onéreux, deux de ces systèmes viennent compléter Community Memory ; l'un est placé à la boutique Whole Earth Access de Berkeley, l'autre dans une bibliothèque publique à San Francisco. Le contenu des bases de messages varie selon l'emplacement.
Le logiciel de Community Memory est une implémentation d'une extension du système ROGIRS, conçu pour retrouver des informations grâce à des mots-clés par Bart Berger et John M. Cooney. ROGIRS dérive lui-même de MIRS (Meta Information Retrieval System) de Robert Shapiro. Il est écrit en QSPL et est exécuté sur un SDS 940, un des premiers systèmes à temps partagé de la taille de huit réfrigérateurs, utilisé par Douglas Engelbart pour The Mother of All Demos, qui avait été donné au centre Resource One pour qu'il soit utilisé par la communauté.
En 1974, Community Memory occupe toujours le SDS 940 encombrant, sous-alimenté et peu économique, et il serait nécessaire de le transférer vers un réseau plus moderne de mini-ordinateurs. Il est fermé en janvier 1975, l'équipe de développement quitte Resource One pour commencer à réfléchir à un nouveau projet : un logiciel réplicable et en réseau qui prendrait le relais de Community Memory.